# Ida Bobach
Ida Bobach (født 30. juli 1991 i Silkeborg) er en dansk orienteringsløber. Ida Bobach har haft stor succes, først som juniorløber og siden som senior, hvor hun ved verdensmesterskabet (VM i Inverness 2015) kom til tops og hentede to guldmedaljer. 
Forinden havde talentet indbragt hende adskillige juniorverdensmesterskaber i perioden 2009-2011, heriblandt tre på hjemmebane i Aalborg i 2010.
Ida Bobach har også vundet sølv på kvinde-stafetten ved europamesterskabet (EM) i orientering. samt sølv i orienteringsløb ved World Games
Herudover har Ida Bobach vundet otte danske mesterskaber (DM) i orientering foruden flere danske medaljer i forskellige orienterings-discipliner.

## Karriere som orienteringsløber
Ida Bobach kom på det danske orienteringslandshold i 2010. I efteråret 2018 indstillede hun sin landsholdskarriere Fra 2007 var hun på junior- og senere seniorlandsholdet under træner Lars Lindstrøm. Til daglig repræsenterer hun OK Pan Aarhus, men har tidligere været orienteringsløber i Silkeborg OK og har løbet for den svenske klub Ulricehamns OK. 
Hun er søster til den tidligere landsholdsløbere Søren Bobach, der også er flerdobbelt verdensmester i orienteringsløb.

## Resultater i orientering

### VM
Ved VM i 2016 i Strömstad i Sverige vandt Ida Bobach en sølvmedalje i stafet sammen med Signe Klinting og Maja Alm.
Ved VM i 2015 i Inverness i Skotland vandt Bobach to guldmedaljer, idet hun først sammen med Maja Alm og Emma Klingenberg vandt en suveræn sejr i stafet, hvor de var over tre minutter foran de norske sølvmedaljevindere. 
Senere tilføjede hun en lige så sikker sejr på den individuelle langdistance.
Ida Bobach vandt sølv på mellemdistancen ved VM i 2014 i Venedig/Trentino i Italien.
Ved VM i 2011 i Savoie i Frankrig deltog Ida Bobach som juniorløber og opnåede det bedste danske resultat i kvindeorientering siden 1974 med sin sølvmedalje på mellemdistancen.
Ida Bobach blev også udtaget til seniorverdensmesterskabet i Trondheim, Norge i 2010. Her kvalificerede hun sig til finalen på mellemdistancen og blev nr. 13  i finalen, der havde over 45 startende løbere. Hun vandt den første tur for det danske stafethold, der derudover bestod af Maja Alm og Signe Søes, og som sluttede som nr. fem mellem 28 hold.

### EM
Ved europamesterskabet i 2018 i Tessin i Schweiz vandt Ida Bobach bronze i stafetten sammen med Cecilie Friberg Klysner og Maja Alm 

### World Cup
Ida Bobach har i alt vundet to World Cup-sejre: I 2014 vandt hun den første World Cup-sejr på mellemdistancen i Schweiz.
I 2015 vandt hun en World Cup-sejre på langdistancen i Norge.
Oversigt over World Cup-sejre
| Nr. | Dato            | Sted             | Distanse |
| --- | --------------- | ---------------- | -------- |
| 1.  | 4. oktober 2014 | Schweiz, Liestal | Mellem   |
| 2.  | 3. juni 2015    | Norge, Halden    | Lang     |

### DM
Ida Bobach har vundet individuelle DM-titler i fire af de fem individuelle discipliner: sprint, mellem, ultralang og nat-orienteringsløb. I alt er det blevet til 15 medaljer på de individuelle distancer i orientering: syv guldmedaljer, syv sølvmedaljer og én bronzemedaljer. Hun har herudover vundet fire medaljer i stafet, hvoraf den ene var af guld.
På langdistancen har Ida Bobach vundet sølv to gange (2014 og 2023), mens hun har vundet to guldmedaljer på den ultralange distance (2012 og 2013) og en sølvmedalje (2023).
På mellemdistancen har hun vundet guld to gange (2012 og 2014) og sølv én gang (2013).
På sprintdistancen har Ida Bobach vundet to guldmedaljer (2012 og 2015), en sølvmedalje (2014) og en bronzemedalje (2013).
Ved DM-Nat har Ida Bobach vundet guld i 2012 og sølv i 2013 og i 2014.
Ida Bobach har sammen med tre forskellige hold fra OK Pan Aarhus vundet guld i stafet (2013) henholdsvis sølv (2014) og bronze (2022). Mens hun vandt bronze med et stafethold fra Silkeborg OK (2010).
Medaljeoversigt ved danske mesterskaber
2023
- Sølv, Ultralang (Hoverdal Plantage)
- Sølv, Lang (Rosenvold)

2022
- Bronze, Stafet (Slotslynge)

2015
- Guld, Sprint (Roskilde By)

2014
- Sølv, Lang (Munkebjerg)
- Guld, Mellem (Nørreskoven)
- Sølv, Sprint (Lemvig)
- Sølv, Nat (Jægerspris Nordskov)
- Sølv, Stafet (Fovslet)

2013
- Sølv, Mellem (Thorsø)
- Bronze, Sprint (Nordby)
- Sølv, Nat (Guldborgland)
- Guld, Ultralang (Fanø)
- Guld, Stafet (Klinteskoven)

2012
- Guld, Mellem (Nørresø)
- Guld, Sprint (Helsingør Idrætspark)
- Guld, Nat (Stenderup Nørreskov)
- Guld, Ultralang (Jægerspris Nordskov)

2010
- Bronze, Stafet (Ganløse Ore)

### World Games – orienteringsløb
I 2013 deltog Ida Bobach i World Games, der er en international sportsbegivenhed beregnet for de sportsgrene, der ikke indgår i De Olympiske Lege. Ved World Games 2013 i Cali, Colombia vandt Ida Bobach sølv på mix-sprint-stafetten sammen med Tue Lassen, Rasmus Thrane Hansen og Maja Alm.

### Internationale stafetter
Tiomila
Ida Bobach deltog i den store og anerkendte stafet Tiomila i 2010 med den svenske klub Ulricshamns OK. Hun lagde ud med at vinde den første tur for Ulricshamn. Stafetholdet, der ud over Ida Bobach, bestod af to andre danske løbere Maja Alm og Signe Klinting samt svenske Jenny Johansson og schweiziske Simone Niggli endte på en andenplads i et felt med over 300 hold.
I både 2014 og 2016 vandt Ida Bobach Tiomila med et dansk stafethold fra OK Pan Aarhus. I 2014, hvor Ida Bobach løb tredjeturen, var det sammen med Miri Thrane Ødum, Ita Klingenberg, Maja Alm og Signe Søes. I 2016, hvor Ida Bobach løb fjerdeturen, var det sammen med Signe Søes, Stine Bagger Hagner, Josefine Lind og Maja Alm.
Venla
Ida Bobach har to gange vundet den årligt tilbagevendende orienteringsstafet Venla i Finland med et dansk stafethold fra OK Pan Aarhus. På hvert stafethold er der fire kvinder. I 2013, hvor Ida Bobach løb førsteturen, var det sammen med Miri Thrane Ødum, Maja Alm og Emma Klingenberg. I 2014, hvor Ida Bobach løb sidsteturen, var det sammen med Emma Klingenberg, Signe Søes og Maja Alm.

### Junior-VM
I 2011 ved juniorverdensmesterskabet (Junior-VM) i Rumia – Wejherowo i Polen vandt Ida Bobach en guldmedalje på sprintdistancen og scorede hattrick med den tredje guldmedalje i træk på langdistancen. Her vandt hun også en guldmedalje på mellemdistancen. Hun blev derfor den første, der havde vundet guld på alle individuelle distancer. Ida Bobach vandt derudover en bronzemedalje i stafet sammen med Ita Klingenberg og Emma Klingenberg.
Junior-VM i Aalborg i 2010 blev en stor triumf for Ida Bobach, idet hun vandt guldmedaljer i alle discipliner på nær mellemdistancen, hvor hun måtte udgå med en forvredet ankel. Hun vandt således guld på sprint- og langdistancen samt i stafetten sammen med Emma Klingenberg og Signe Klinting.
Ved junior-VM i Trentino i Italien i 2009 vandt Ida Bobach en medalje i alle fire discipliner. På langdistancen vandt hun guld. På langdistancen var hun over et minut foran Jenny Lönnkvist, der blev nr. to. Mens hun vandt en sølvmedalje i sprint, en bronzemedalje på mellemdistancen og en bronzemedalje i stafetten sammen med Emma Klingenberg og Signe Klinting.
Ved junior-VM i Gøteborg i Sverige i 2008 vandt Ida Bobach sin første internationale medalje. Det blev til en sølvmedalje i stafet sammen med Signe Klinting og Maja Alm. På sprintdistancen blev hun nr. 14, på mellemdistancen nr. 45 og på langdistancen nr. 22.
Ida Bobach repræsenterede også Danmark ved junior-VM i 2006 i Druskininkai i Litauen, hvor hun debuterede, og i 2007 i Dubbo i Australien. Begge gange endte hun dog uden for medaljerækkerne.

## Andre udmærkelser
Efter afstemning blandt Dansk Orienterings-Forbunds medlemmer er Ida Bobach fire gange blevet kåret til ’Årets orienteringsløber: i 2009, 2010, 2011 og 2015.
Ved Aarhus Kommunes awardshow ’DM Festen 2015’ tildelte Idrætssamvirket Aarhus i samarbejde med rådmanden for Kultur og Borgerservice Ida Bobach ’Mr. Pokalen – Årets idrætsudøver’.
I hvert af årene 2008-2012 har Dansk Orienterings-Forbunds Venner tildelt Ida Bobach et træningslegat.